# Oliver Arránz Becker
Oliver Arránz Becker (* 1973 in Wiesbaden) ist ein deutscher Soziologe.

## Leben
Nach dem Diplom in Psychologie an der Universität Bonn arbeitete er als wissenschaftlicher Mitarbeiter am Institut für Soziologie in Aachen (2001–2008) in einem familiensoziologischen Forschungsprojekt zur Bedeutung von Paarinteraktionsstilen für die Qualität und Stabilität von Partnerschaften. Er schloss 2008 seine Promotion zum Dr. phil. am Institut für Soziologie der RWTH Aachen ab. Seine Dissertation trägt den Titel Was hält Partnerschaften zusammen? Psychologische und soziologische Erklärungsansätze zum Erfolg von Paarbeziehungen.
Im Dezember 2012 folgte der erfolgreiche Abschluss der Habilitation an der Human- und Sozialwissenschaftlichen Fakultät der TU Chemnitz. Dort hatte er auch von Oktober 2012 bis August 2013 eine Vertretungsprofessur am Lehrstuhl Allgemeine Soziologie inne. Im Anschluss daran folgte die Berufung als Juniorprofessor für Bildungs- und Familiensoziologie an der Universität Mannheim. An der Martin-Luther-Universität Halle-Wittenberg lehrt er als Professor quantitative Methoden in den Sozialwissenschaften.
Seine Forschungsschwerpunkte sind quantitative Methoden, insbesondere Verfahren zur Analyse von Dyaden und Kleingruppen auf Basis von Mehrebenen- und Strukturgleichungsmodellen, Familienforschung und demographische Prozesse (Wahl von Lebensformen, Fertilität, Trennung und Scheidung, Partnerschafts- und Intergenerationenbeziehungen) und Gesundheitsforschung (medizinische Forschung, gesundheitliche Ungleichheit).

## Publikationen (Auswahl)
2008: Was hält Partnerschaften zusammen? Psychologische und soziologische Erklärungsansätze zum Erfolg von Paarbeziehungen. Wiesbaden: VS Verlag.
2010: „Verliebt, verlobt, verheiratet“. Institutionalisierungsprozesse in Partnerschaften. Wiesbaden: VS Verlag (mit J. Kopp, D. Lois und C. Kunz).
2014: Familie im Fokus der Wissenschaft. Band 1 der Reihe Familienforschung. Wiesbaden: Spring er VS. (Hg. mit A. Steinbach und M. Hennig).
2015: International Special Issue „Family dynamics after separation“. Journal of Family Research (Zeitschrift für Familienforschung). (Hg. mit U. Zartler und V. Heintz-Martin).
2019: Erklärende Soziologie und soziale Praxis. Wiesbaden: Springer VS. (Hg. mit D. Baron und D. Lois).
2019: International Special Issue „Families, Health, and Well-Being“. Journal of Family Research (Zeitschrift für Familienforschung). (Hg. mit M. Mikucka und C. Wolf).